# Niccolò De Martino
Niccolò De Martino, född 3 december 1701, död 8 december 1769, var en italiensk matematiker.
Martino var professor i matematik vid universitetet i Neapel. Han var den mest berömda inom en grupp forskare i Neapel vilka anslöt sig till Isaac Newtons lära. Han invaldes 1747 som ledamot av Vetenskapsakademien i Stockholm, men blev ej uppförd i ledamotsförteckningen och det är osäkert om han blev fullvärdig medlem.